# Selbach mac Ferchair
Selbach mac Ferchair va ser rei del Cenél Loáirn i rei de Dál Riata del 700 al 723.

## Biografia
Fill petit de Ferchar Fota i germà del rei Ainbcellach mac Ferchair, Selbach, va prendre el poder al Cenél Loáirn l'any 700, dos anys després de la deposició del seu germà i després de l'assassinat de Fiannamail ua Dúnchada del qual en va ser, sens dubte, l'instigador.

## Regnat
Des de l'inici del seu regnat, Selbach va reprendre l'activitat bèl·lica del seu pare destruint la tribu del Cenél Cathboth, branca rival del Cenél Loáirn. Durant aquesta guerra "Dun Ollaigh", és a dir, el castell de Dunollie va ser completament destruït per les tropes de Selbach el 701. La ciutadella no seria reconstruïda per ordre seva fins més tard, el 714.
Després d'haver patit una derrota inicial l'any 704 contra els bretons del regne de Strathclyde a Glenn Lemane (Glen Leven) prop d'Inverarnan al nord del llac Lomond, les tropes de Selbach van aixafar aquests mateixos adversaris a Lorg Ecclet (lloc Arkklet) a l'actual comtat de Stirling. alliberant així els escocesos de la seva subjecció. L'any següent assetjà "Aberte", és a dir el castell de Dunaverty, mentre que "Tairpert Boiter", és a dir el castell de Tarbert, un altre reducte de Cenél nGabrain a Kintyre, fou cremat.
De fet, a partir del 704 va haver de combatre les reivindicacions dels representants del Cenél Gabrain atrinxerats a la part sud de Kintyre. Va ser en aquestes batalles que Becc Ua Dúnchada ("Becc nepos Duncadho") va ser assassinat el 707. El 717 van ser novament els bretons de Strathclyde els que van ser derrotats al lloc anomenat roca de Minuircc (Glen Falloch) a Perthshire.
El 14 de setembre de 719, Ainbcellach mac Ferchair, el seu germà, derrocat vint anys abans, va intentar recuperar el tron però va ser esclafat i assassinat a la batalla de Finglen, prop de Lochavich a Argyll. El mateix any, el divendres 6 d'octubre, Selbach va patir una amarga derrota a la batalla naval d'Arda Nesbi contra Dúnchad Becc, un fill (?) de Fiannamail ua Dúnchada. S'especifica que molts nobles van morir en aquest combat.
La mort de Dúnchad Becc el 721 va permetre a Selbach retenir el regne sense oposició fins a la seva abdicació.

### Abdicació
Com el seu contemporani, el rei picte Nechtan III, Selbach va abdicar l'any 723 cansat d'aquella vida de lluita. Ho va fer a favor del seu fill gran Dúngal mac Selbaig i va entrar a un monestir.
Quatre anys més tard, Selbach va haver de sortir de la seva retirada per participar en la batalla d'Irros Foichnae (Ross Feochan prop del Loch Awe a Argyll) l'any 727, quan el seu fill Dungal va intentar en va de recuperar el tron de les mans d'Eochaid mac Echdach. Selbach va morir l'any 730, probablement al seu convent.

## Descendència
A més de Dúngal mac Selbaich, Selbach mac Ferchair també va tenir un segon fill anomenat Feradach mac Selbaich que serà capturat amb el seu germà gran l'any 736 per Óengus mac Fergus, el rei dels pictes.
W. A. Cummins creu que “Uuredech o Wredech” el pare del rei picte Ciniod mac Uuredech no és altre que aquest “Feradach”, fill de Selbach mac Ferchair, capturat per Óengus I i que s'hauria casat amb un parent del seu conqueridor.

## Notorietat pòstuma
Tot i que Selbach mac Ferchair va ser un rei especialment actiu dels escots de Dál Riata i va exercir una hegemonia regional duradora, el Duan Albanach, sens dubte favorable al Cenél nGabrain, i contràriament als Sincronismes de Flann Mainistreach, no esmenta el seu regnat que és tanmateix el tema de nombroses entrades als Annals irlandesos.
Selbach apareix amb filiació i datació errònia amb el nom de "Solvathius" entre els reis llegendaris d'Escòcia.